# Papratno (Kakanj, BiH)
Papratno je naseljeno mjesto u općini Kakanj, Federacija Bosne i Hercegovine, BiH.

## Stanovništvo

### 1991.
Nacionalni sastav stanovništva 1991. godine, bio je sljedeći:
ukupno: 144
- Hrvati - 105
- Muslimani - 8
- ostali, neopredijeljeni i nepoznato - 1

### 2013.
Nacionalni sastav stanovništva 2013. godine, bio je sljedeći:
ukupno: 26
- Hrvati - 25
- ostali, neopredijeljeni i nepoznato - 1